# Капітан Олексій Олексійович
Капітан Олексій Олексійович (6 липня 1927, Київ) — український графік.

## Біографія
У 1955 закінчив Київський художній інститут, де вчився у В. Касіяна.

## Творчість
Працює в галузі плаката:
- «На варті миру» (1959),
- «Від перших комуністичних суботників до бригад комуністичної праці» (1960),
- «Поважай труд хлібороба» (1965),
- «Ленін великий нам шлях осіяв» (1967),
- «КПРС — розум, честь і совість нашої епохи» (1970).